# Episodi di Pappa e ciccia (decima stagione)
La decima e ultima stagione della serie televisiva Pappa e ciccia è stata trasmessa negli Stati Uniti sulla ABC dal 27 marzo al 22 maggio 2018.
In Italia è inedita.
| n° | Titolo originale         | Prima TV USA   | Prima TV Italia |
| -- | ------------------------ | -------------- | --------------- |
| 1  | Twenty Years to Life     | 27 marzo 2018  |                 |
| 2  | Dress to Impress         | 27 marzo 2018  |                 |
| 3  | Roseanne Gets the Chair  | 3 aprile 2018  |                 |
| 4  | Eggs Over, Not Easy      | 10 aprile 2018 |                 |
| 5  | Darlene v. David         | 17 aprile 2018 |                 |
| 6  | No Country for Old Women | 1º maggio 2018 |                 |
| 7  | Go Cubs                  | 8 maggio 2018  |                 |
| 8  | Netflix & Pill           | 15 maggio 2018 |                 |
| 9  | Knee Deep                | 22 maggio 2018 |                 |